# Saint-Denis-du-Maine
Saint-Denis-du-Maine és un municipi francès situat al departament de Mayenne i a la regió de País del Loira. L'any 2007 tenia 420 habitants.

## Demografia

### Població
El 2007 la població de fet de Saint-Denis-du-Maine era de 420 persones. Hi havia 144 famílies de les quals 28 eren unipersonals (28 dones vivint soles i 28 dones vivint soles), 44 parelles sense fills, 68 parelles amb fills i 4 famílies monoparentals amb fills.
La població ha evolucionat segons el següent gràfic:
Habitants censats

### Habitatges
El 2007 hi havia 162 habitatges, 144 eren l'habitatge principal de la família, 15 eren segones residències i 3 estaven desocupats. 157 eren cases i 5 eren apartaments. Dels 144 habitatges principals, 108 estaven ocupats pels seus propietaris i 36 estaven llogats i ocupats pels llogaters; 1 tenia una cambra, 3 en tenien dues, 11 en tenien tres, 44 en tenien quatre i 85 en tenien cinc o més. 111 habitatges disposaven pel capbaix d'una plaça de pàrquing. A 62 habitatges hi havia un automòbil i a 81 n'hi havia dos o més.

### Piràmide de població
La piràmide de població per edats i sexe el 2009 era:
| Homes | Edats   | Dones |
| ----- | ------- | ----- |
| 0     | 95 o +  | 4     |
| 0     | 90 a 94 | 0     |
| 4     | 85 a 89 | 8     |
| 0     | 80 a 84 | 0     |
| 4     | 75 a 79 | 4     |
| 4     | 70 a 74 | 4     |
| 12    | 65 a 69 | 4     |
| 16    | 60 a 64 | 8     |
| 4     | 55 a 59 | 12    |
| 20    | 50 a 54 | 20    |
| 4     | 45 a 49 | 8     |
| 8     | 40 a 44 | 4     |
| 8     | 35 a 39 | 8     |
| 12    | 30 a 34 | 16    |
| 12    | 25 a 29 | 4     |
| 8     | 20 a 24 | 16    |
| 16    | 15 a 19 | 4     |
| 12    | 10 a 14 | 4     |
| 12    | 5 a 9   | 0     |
| 16    | 0 a 4   | 0     |

## Economia
El 2007 la població en edat de treballar era de 258 persones, 189 eren actives i 69 eren inactives. De les 189 persones actives 182 estaven ocupades (98 homes i 84 dones) i 7 estaven aturades (3 homes i 4 dones). De les 69 persones inactives 24 estaven jubilades, 25 estaven estudiant i 20 estaven classificades com a «altres inactius».

### Ingressos
El 2009 a Saint-Denis-du-Maine hi havia 144 unitats fiscals que integraven 431 persones, la mediana anual d'ingressos fiscals per persona era de 16.028 €.

### Activitats econòmiques
Dels 7 establiments que hi havia el 2007, 2 eren d'empreses de construcció, 2 d'empreses de comerç i reparació d'automòbils, 1 d'una empresa d'hostatgeria i restauració, 1 d'una empresa financera i 1 d'una empresa de serveis.
Dels 2 establiments de servei als particulars que hi havia el 2009, 1 era una fusteria i 1 restaurant.
L'únic establiment comercial que hi havia el 2009 era una carnisseria.
L'any 2000 a Saint-Denis-du-Maine hi havia 30 explotacions agrícoles que ocupaven un total de 1.463 hectàrees.

## Poblacions més properes
El següent diagrama mostra les poblacions més properes.